# Messier 57
Maglica Prsten znana i kao Messier 57 i maglica Prsten (M57 ili NGC 6720) smještena je u zviježđu Liri. M57 se smatra prototipom planetnih maglica jer objedinjuje gotovo sve njihove karakteristike - simetričnost, ovojnice od plinova, snažno emitiranje svijetla na valnoj duljini od 500,7 nm i bijelog patuljka u svom središtu.
Maglicu je otkrio Antoine Darquier de Pellepoix 1779. godine. Samo nekoliko dana kasnije otkrio ju je i Charles Messier. Grof Friedrich von Hahn prvi je otkrio središnju zvijezdu 1800. godine.

## Svojstva
M57 nalazi se oko 2300 svj. godina od Zemlje. Prividan sjaj maglice je magnitude + 8,8. Većina svjetla je emitirana u jednoj valnoj duljini od 500,7 nm. Dimenzije prstena M57 su 1,4'x1,0', na udaljenosti od 2300 svj. godina to odgovara linearnim dimenzijama od 0,9 x 0,7 svj. godina.  Oko središnjeg prstena protežu se ovojnice plinova s promjerom od 2,4 svj. godine. Maglica se širi brzinom od 1" po stoljeću i zahvaljujući tome moguće je procijeniti njenu starost na 6 do 8 tisuća godina.
Središnja zvijezda M57 je bijeli patuljak. Radi se o jezgri zvijezde dimenzija usporedivih sa Zemljom. Sjaj bijelog patuljka je magnitude + 14,7, ali zbog velike temperature on većinom zrači u ultraljubičastom dijelu spektra.
Izgled maglice M57 je sličan je planetarnoj maglici M27. Razlika je što M57 vidimo oko 30° otklonjeni od osi, a kod M27 taj kut je gotovo 90°.
Masa maglice je oko 0,2 solarne mase.
Jezgru planetne maglice otkrio je mađarski astronom Jenő Gothard 1. rujna 1886. iz slika slikanih iz svog opservatorija u Herénya kod Sambotela, danas dijelom tog grada. U zadnjih dvije tisuće godina središnja zvijezda ove maglice ostavila je asimptotsku granu divova nakon što je potrošila zalihe vodikovog goriva. Stoga više ne proizvodi svoju energiju nuklearnom fuzijom i u smislu zvjezdane evolucije postaje kompaktna zvijezda bijeli patuljak.

## Amaterska promatranja
M57 moguće je vrlo lako pronaći. Nalazi se točno na pola puta od između zvijezda Beta i Gama Lire. Unatoč velikom sjaju zbog malih dimenzija maglice potrebno je veće povećanje da bi se raspoznala. Zbog toga je gotovo nevidljiva u dalekozorima 10x50 dok veći dalekozori s povećanje od 20 i više puta je mogu pokazati. U teleskopima oblik prstena će biti jasno uočljiv. Teleskopi veći od 200 mm pokazat će da je i unutrašnjost maglice ispunjena plinom. Teleskopi veći od 500 mm mogu pokazati vanjske ovoje maglice ali u savršenim uvjetima. Za uočavanje središnje zvijezde potreban je teleskop od 350 mm, tamno nebo, stabilna atmosfera i velika povećanja.

## Vanjske poveznice
- (engl.) SEDS: NGC 6720
- (engl.) Hartmut Frommert: Revidirani Novi opći katalog
- (engl.) Izvangalaktička baza podataka NASA-e i IPAC-a
- (engl.) Astronomska baza podataka SIMBAD
- (engl.) VizieR
- (engl.) Auke Slotegraaf: NGC 6720 Deep Sky Observer's Companion
- (engl.) Courtney Seligman: Objekti Novog općeg kataloga: NGC 6700 - 6749

Skica maglice M57